# Józef Drzewiecki (pułkownik)
Józef Drzewiecki (ur. 7 marca 1772 w Juśkowicach, zm. 20 stycznia 1852) – poseł na Sejm Rzeczypospolitej w 1792, pułkownik w czasie insurekcji kościuszkowskiej, awansowany na wicebrygadiera, konspirator, żołnierz Legionów i Legii Naddunajskiej, od 1817 marszałek szlachty powiatu krzemienieckiego. Ojciec Karola i dziadek Stefana Drzewieckiego – pioniera żeglugi podwodnej. Pamiętnikarz i mówca.

## Życiorys
Syn Felicjana Rafała (podkomorzy krzemieniecki) i Anny z Błędowskich, urodzony 7 marca 1772 w Juśkowicach w powiecie krzemienieckim na Wołyniu. Ukończył, ze złotym medalem, naukę w szkołach w Krzemieńcu (rozpoczął ją już w roku 1780). W roku 1792 był już posłem na Sejm Rzeczypospolitej z Wołynia. W czasie wojny polsko-rosyjskiej w 1792 pełnił funkcję komisarza cywilno-wojskowego województwa wołyńskiego. W roku 1794, w czasie insurekcji kościuszkowskiej mianowany pułkownikiem milicji wołyńskiej, aresztowany w czerwcu w Galicji (po bitwie pod Szczekocinami) przez Austriaków i wydany Rosjanom, wkrótce wraca i przeprowadza zbiórkę ofiar pieniężnych na rzecz powstania. Awansowany (4 września 1794) na wicebrygadiera Wołyńskiej Brygady Ukraińskiej Kawalerii Narodowej pod komendą Benedykta Kołyszki, i szefostwem Joachima Deniski. Pod Maciejowicami ponownie dostał się do niewoli (wywieziony do Taszan), wkrótce uwolniony przyczynia się do zwolnienia generałów Kamieńskiego, Kniaziewicza i Sierakowskiego.
Po upadku insurekcji w konspiracji we Lwowie (1795–1796), założył konspiracyjny patriotyczny klub miejski w Warszawie. W roku 1797 w Legionach (dotarł do nich przebywając długą drogę przez Wiedeń-Karlsbad-Lipsk-Zurych-Mestre-Passiniano) w sztabie w randze kapitana. W Rzymie działał w Radzie Gospodarczej I legii. Wraz z Kniaziewiczem uczestniczył w misji do Paryża celem przekazania Dyrektoriatowi zdobytych w kampanii 1799 roku (służył wówczas w 2. batalionie I legii) chorągwi armii neapolitańskiej. W latach 1799–1801 (przydział: 12 września 1799) w Legii Naddunajskiej, gdzie wraz z Kniaziewiczem i S. Fiszerem podali się do dymisji (Florencja: 10 czerwca 1801), po czym wrócił do kraju, oddając się gospodarce i oświacie. Współpracował z Tadeuszem Czackim i był kontynuatorem jego dzieła. Był także współzałożycielem Towarzystwa Handlu Czarnomorskiego (zał. 27 lipca 1802).
Od roku 1817 marszałek szlachty powiatu krzemienieckiego. Po upadku powstania listopadowego kurator podolski, a od roku 1839 marszałek szlachty powiatu hajsyńskiego, posiadał wieś Kunkę. Zwolennik ugody z Rosją i pracy organicznej.

## Twórczość
Autor m.in. pamiętników pt. Pamiętniki... 1772-1851..., wyd. S. Pawlicki, Kraków 1891.

### Ważniejsze utwory i mowy
1. Mowa na egzekwiach uroczystych J. O. Księcia Adama Czartoryskiego jenerała ziem podolskich... miana w kościele krzemienieckim licealnym dnia 12 maja 1823 r., Warszawa 1823
2. Pamiętniki, powst. w latach 1844–1851, cz. 1 ogł. J. I. Kraszewski "Athenaeum" 1849 t. 4-6, 1850 t. 1-4 i odb. Wilno 1850; całość wyd. tamże pt. Pamiętniki... spisane przez niego samego, 1772-1802, tudzież reszty Pamiętnika tegoż 1806-1851. Z papierów po nim pozostałych zebrane, z przydaniem wiadomości o życiu autora, Wilno 1858; wyd. następne oprac. S. Pawlicki, Kraków 1891.

W okresie pobytu w legionach (1799–1801) prawdopodobnie układał także piosenki.

### Przekłady
1. Katechizm republikański dla oficerów. Z francuskiego (inform. "Polski słownik biograficzny").

### Listy
1. Listy ogł. F. Chyczewski w: Listy znakomitych Polaków wyjaśniające historię legionów polskich, Kraków 1831, (autografy listów w Muzeum Wojska Polskiego).

## Opracowania nt. Drzewieckiego
1. A. Osiński: O życiu i pismach Tadeusza Czackiego, Krzemieniec 1816; wyd. 2 Kraków 1851
2. H. Dąbrowski: Pamiętnik wojskowy, Poznań 1864
3. L. Chodźko: Histoire des légions polonais t. 2, Paryż 1829
4. J. I. Kraszewski: Wspominek o J. Drzewieckim w: Pamiętniki J. Drzewieckiego, Wilno 1858; przedr. w wyd. 2 Kraków 1891
5. A. Andrzejowski: Ramoty starego Detiuka o Wołyniu t. 2-3, Wilno 1861–1862; wyd. następne Wilno 1914
6. W. Grochowski: J. Drzewiecki, "Tygodnik Ilustrowany", 1861, t. 3, nr 82-83
7. K. Wł. Wójcicki: "Encyklopedia powszechna" Orgelbranda, t. 7 (1861)
8. P. Chmielowski: "Wielka encyklopedia powszechna ilustrowana" t. 17 (1896)
9. A. Boniecki: Herbarz polski t. 5, Warszawa 1902
10. W. Tokarz: Ostatnie lata Hugona Kołłątaja, Kraków 1905
11. M. Kukiel: Próby powstańcze po trzecim rozbiorze, Warszawa 1912
12. A. M. Skałkowski: O kokardę legionów, Lwów 1912
13. A. Rolle: Ateny wołyńskie, wyd. 2, Lwów 1923
14. J. Pachoński: Wojna francusko-neapolitańska 1798/99 i udział w niej legionów polskich t. 1-2, Kraków 1948
15. J. Z. Pachoński: "Polski słownik biograficzny" t. 5 (1939–1946)
16. J. Pachoński: Legiony polskie 1794-1807. Prawda i legenda t. 1, Warszawa 1969.